# День високомобільних десантних військ
Де́нь високомобільних десантних військ — колишнє професійне свято десантників України. Відзначалося щорічно 2 серпня від 1999 до 2017 року. До 1999 року не було визначене офіційно й спиралося на радянську традицію.
У 2017 році було замінене на День десантно-штурмових військ. Святкується[ким?], як день вшанування загиблих десантників України[джерело?].

## Історія
Свято встановлено в Україні «…ураховуючи заслуги Високомобільних десантних військ України у зміцненні обороноздатності держави…» згідно з Указом Президента України «Про День аеромобільних військ» від 2 серпня 1999 р. № 937/99.
Встановлене Указом Президента України від 27 липня 2012 року № 457 «Про День високомобільних десантних військ», який втратив чинність на підставі Указу Президента України №380/2017.